# Lomadonta obscura
Lomadonta obscura är en fjärilsart som beskrevs av Swinhoe 1904. Lomadonta obscura ingår i släktet Lomadonta och familjen tofsspinnare. Inga underarter finns listade i Catalogue of Life.